# Monastère d'Urgelling

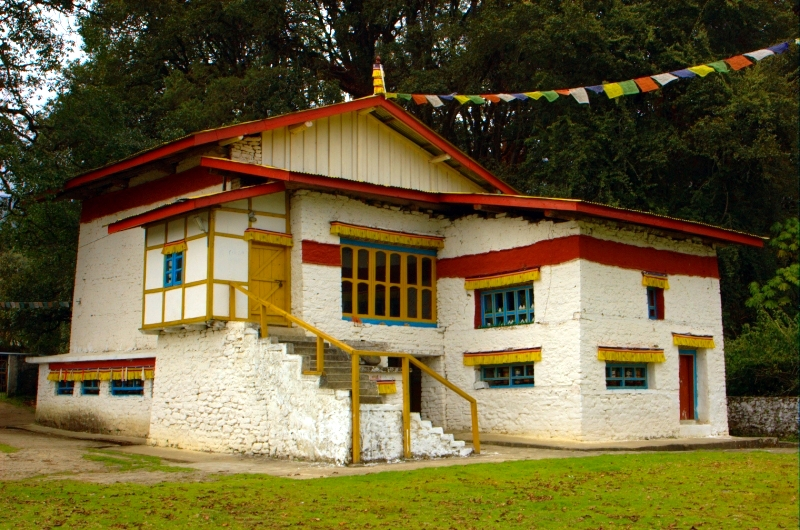
Le monastère d'Urgelling, lieu de naissance du 6e dalaï-lama

Le monastère d'Urgelling est un monastère bouddhiste dans l'Arunachal Pradesh, dans le nord de l'Inde. Il est situé à Tawang et est le lieu de naissance du  6e dalaï-lama. Il a construit vers 1489  et fondé il y a plus de 460 ans par Lama Urgen Sangpo venu de Bumthang au Bhoutan.